# Tereschky (Poltawa)

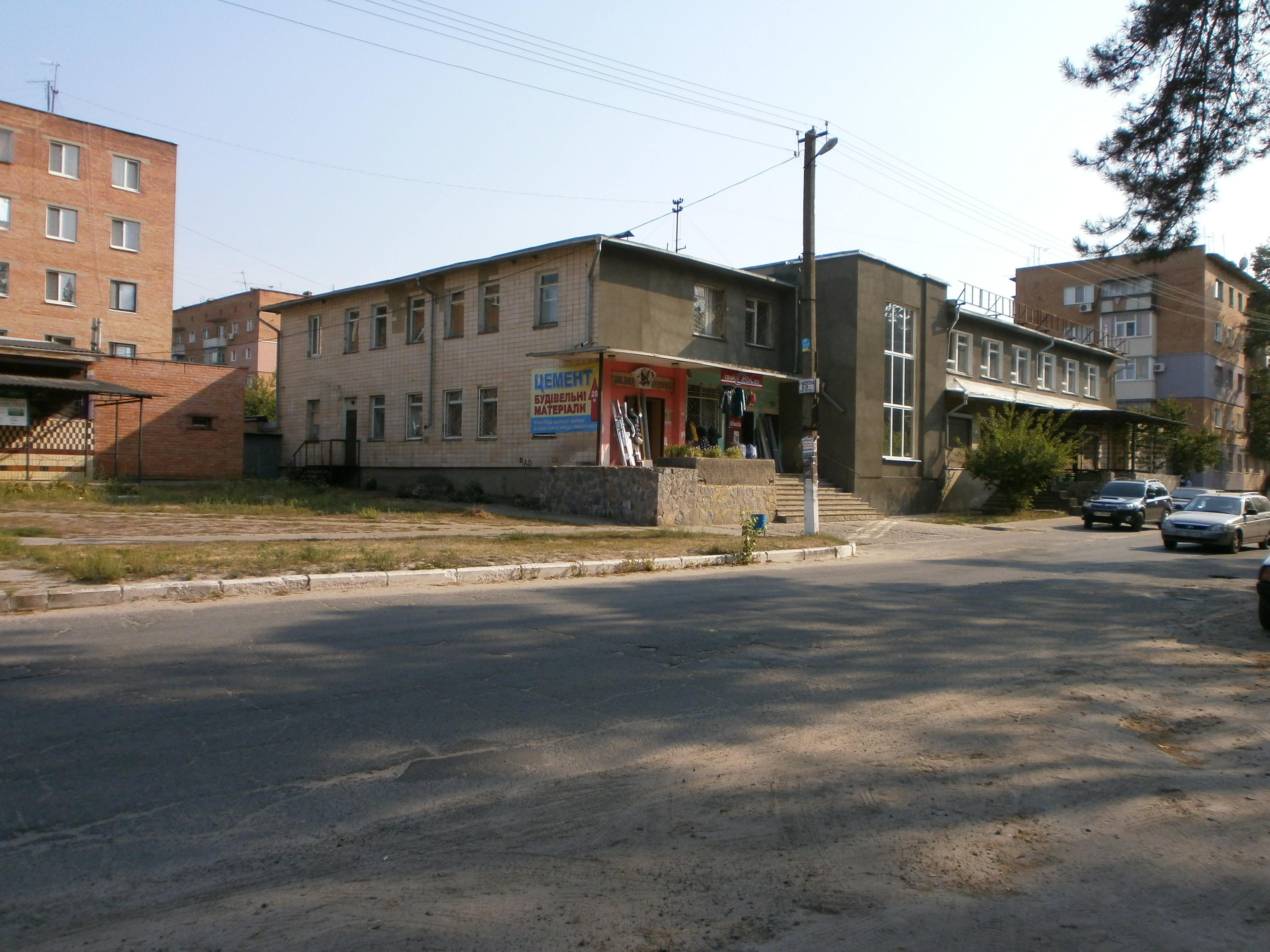
In der Dorfmitte

Tereschky (ukrainisch Терешки) ist ein Dorf in der ukrainischen Oblast Poltawa mit 2450 Einwohnern (2001).
Das Dorf liegt 4 km südöstlich der Stadt Poltawa in der Nähe des Flusses Worskla an der Bahnstrecke Poltawa–Krementschuk.

## Verwaltungsgliederung
Am 10. Juli 2017 wurde das Dorf zum Zentrum der neugegründeten Landgemeinde Tereschky (Терешківська сільська громада/Tereschkiwska silska hromada). Zu dieser zählen auch die 12 Dörfer Besrutschky Busowa Paskiwka, Kaschubiwka, Kljuschnyky, Kopyly, Kurylechiwka, Male Mykilske, Markiwka, Mykilske, Sinzi, Wazi und Zybuli, bis dahin bildete es zusammen mit dem Dorf Kopyly die gleichnamige Landratsgemeinde Tereschky (Терешківська сільська рада/Tereschkiwska silska rada) im Zentrum des Rajons Poltawa.
Am 12. Juni 2020 kamen noch die 7 Dörfer Holowatsch, Lukyschtschyna, Myniwka, Pyssariwka, Portniwka, Saworsklo und Wataschkowe zum Gemeindegebiet.
Folgende Orte sind neben dem Hauptort Tereschky Teil der Gemeinde:
| Name                     | Name            | Name                                 |
| ukrainisch transkribiert | ukrainisch      | russisch                             |
| ------------------------ | --------------- | ------------------------------------ |
| Besrutschky              | Безручки        | Безручки (Besrutschki)               |
| Busowa Paskiwka          | Бузова Пасківка | Бузовая Пасковка (Busowaja Paskowka) |
| Holowatsch               | Головач         | Головач (Golowatsch)                 |
| Kaschubiwka              | Кашубівка       | Кашубовка (Kaschubowka)              |
| Kljuschnyky              | Клюшники        | Клюшники (Kljuschniki)               |
| Kopyly                   | Копили          | Копылы                               |
| Kurylechiwka             | Курилехівка     | Курилеховка (Kurilechowka)           |
| Lukyschtschyna           | Лукищина        | Лукищина (Lukischtschina)            |
| Male Mykilske            | Мале Микільське | Малое Никольское (Maloje Nikolskoje) |
| Markiwka                 | Марківка        | Марковка (Markowka)                  |
| Mykilske                 | Микільське      | Никольское (Nikolskoje)              |
| Myniwka                  | Минівка         | Миновка (Minowka)                    |
| Portniwka                | Портнівка       | Портновка (Portnowka)                |
| Pyssariwka               | Писарівка       | Писаревка (Pissarewka)               |
| Saworsklo                | Заворскло       | Заворскло                            |
| Sinzi                    | Зінці           | Зенцы (Senzy)                        |
| Wataschkowe              | Ватажкове       | Ватажково (Wataschkowo)              |
| Wazi                     | Ваці            | Вацы (Wazy)                          |
| Zybuli                   | Цибулі          | Цибули (Zibuli)                      |